# Сауль Онгаро
Сауль Онгаро (ісп. Saúl Ongaro, 24 серпня 1916, Ла-Плата — 23 квітня 2004) — аргентинський футболіст, що грав на позиції захисника, зокрема за «Естудьянтес», а також національну збірну Аргентини, у складі якої — чемпіон Південної Америки 1946 року. Згодом — тренер.

## Клубна кар'єра
У дорослому футболі дебютував 1937 року виступами за команду «Естудьянтеса». Захищав її кольори до 1946 року з річною перервою у 1939, коли грав за «Архентіно де Кільмес». Протягом цих років «Естудьянтес» постійно боровся за призові міста, однак його найвищим досягненням була «бронза» аргентинської першості 1944 року.
1947 року одного з лідерів «Естудьянтеса» запросив до своїх лав «Расінг» (Авельянеда), у складі якого Онгаро двічі поспіль, у 1949 і 1950 роках, ставав чемпіоном країни. Утім його особистий внесок у ці досягнення був незначним — сумарно за два сезони він виходив на поле лише у 10 матчах аргентинської першості.
Згодом протягом 1951–1952 років грав у Чилі за «Універсідад де Чилі», після чого повернувся на батьківщину і завершував кар'єру у команді «Хімнасія і Есгріма» у 1953–1954 роках.

## Виступи за збірну
1946 року був включений до заявки національної збірної Аргентини на домашній для неї тогорічний чемпіонат Південної Америки. На цьому турнірі, який завершився для аргентинців завоюванням восьмого титулу найсильнішої збірної континенту, Онгаро виходив на заміну у двох матчах, в одному з них, проти Уругваю, не реалізував пенальті. Його кар'єра в національній команді обмежилася цими двома іграми.

## Кар'єра тренера
Завершивши кар'єру гравця, 1955 року спробував себе у ролі тренера, очоливши тренерський штаб «Расінга» (Авельянеда). Згодом, у 1961, знову тренував «Расінг», цього разу привівши його до перемоги у тогорічній першості Аргентини.
Помер 23 квітня 2004 року на 88-му році життя.

## Титули і досягнення

### Як гравця
- Переможець чемпіонату Південної Америки (1):

Аргентина: 1946
- Чемпіон Аргентини (2):

«Расінг» (Авельянеда): 1949, 1950
- Чемпіон Аргентини (1):

«Расінг» (Авельянеда): 1961